# Strepera
Strepera là một chi chim trong họ Cracticidae. gồm các loài chim bản địa Úc.
Chúng không sinh hoạt trên mặt đất như các loài chim đồ tể và có đôi chân ngắn hơn. Chúng là loài ăn tạp, tìm kiếm thức ăn trong tán lá, trên thân cây và các chi, và trên mặt đất, bắt côn trùng và ấu trùng (thường đào từ dưới vỏ cây), trái cây và chim non của các loài chim khác. Chúng có thể phân biệt được với những loài chim đồ tể bởi phong cách bay kỳ cục giữa những tán lá, dường như gần như rơi từ cành này sang cành khác như thể chúng là những con ruồi.

## Các loài
- Strepera fuliginosa
- Strepera graculina
- Strepera versicolor